# Say It's Not True
Say It's Not True este primul single de studio al formației Queen + Paul Rodgers. A fost lansat cu ocazia Zilei Mondiale SIDA 1 decembrie 2007. Melodia a fost valabilă timp de două săptămâni ca download gratuit de pe site-ul oficial QueenOnline.com. Piesa este compusă de bateristul Roger Taylor, cu fiecare din cei trei membri cântând câte un vers și refrenul. Say It's Not True a fost cântată live de-a lungul turneului Queen + Paul Rodgers 2005/06, deși varianta live a fost numai acustică și cântată exclusiv de Taylor. Cântecul a fost scris pentru fundația SIDA a lui Nelson Mandela - 46664.
Pe 31 decembrie 2007, piesa a fost scoasă pe CD single în Europa, cu toate încasările ducându-se la fundația 46664.
Noul versiune a melodiei va apărea ca a douăsprezecea piesă pe albumul de studio The Cosmos Rocks.

## Înregistrări de studio
- The Cosmos Rocks CD / LP / CD+DVD /Download (2008)

## Înregistrări live
- Return of the Champions CD / LP / DVD (2005)
- Super Live in Japan DVD (2006) (numai în Japonia)

## Lista melodiilor
- Download
  1. Say It's Not True
- CD Single
  1. Say It's Not True
  2. Say It's Not True - videoclip

## Muzicieni
- Roger Taylor - voce (prima strofă și refrene), tobe, clape, chitară bas
- Brian May - voce (al doilea vers și refrene), chitare electrice și acustice
- Paul Rodgers - voce (refren final)

## Poziții în chart-uri
- #68 (România)
- #5 (Italia)
- #34 (Olanda)
- #82 (Germania)
- #90 (Regatul Unit)